# Mama Cax
Cacsmy Brutus (Nova Iorque, 20 de novembro de 1989 — Londres, 16 de dezembro de 2019), mais conhecida como Mama Cax, foi uma modelo, ativista e influencer de moda haitiana-americana. Ela ganhou fama por sua beleza e estilo único, bem como por sua luta em defesa da representatividade e inclusão de pessoas com deficiência na moda e na mídia.